# تزجيج الخزف

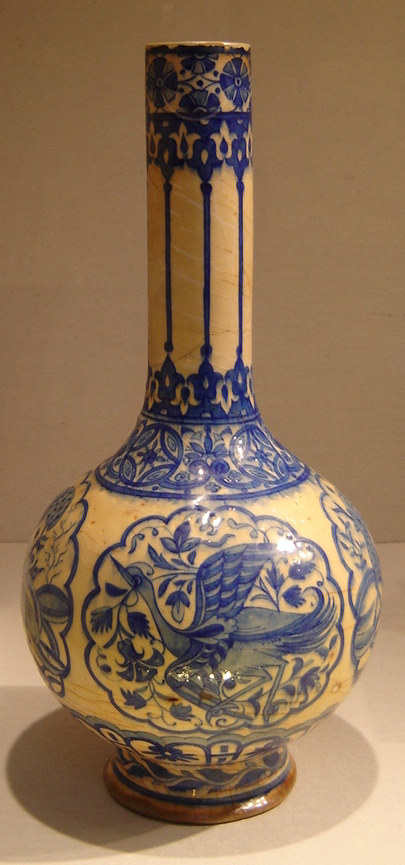
آنية مزججة من الخزف مصنوعة في إيران وتعود إلى القرن السادس عشر.

تزجيج الخزف عمليةٌ إضافة كمية من المينا المزجج إلى الخزف وصهرها معه بحيث تتشكل طبقة لمّاعة على السطح تسهم في زخرفة وتزيين الخزف، بالإضافة إلى دورها في التدعيم والوقاية من الماء.

## الاستعمال
إن تزجيج الخزف ضروري للأواني الفخارية من أجل حفظ السوائل وذلك لأنها مسامية. يستعمل التزجيج أيضاً من أجل الخزف الحجري والبورسلان. يضيف تزجيج الخزف نواحي جمالية للأواني بحيث يمكن التحكم بالألوان ودرجة اللمعان.
يستعمل تزجيج الخزف في مواد البناء، على سبيل المثال، استخدم الطوب المزجج في بناء باغودا الحديدي Iron Pagoda المبني عام 1049 في كايفنغ في الصين.

## التركيب
إن المواد الأولية المستخدمة في تزجيج الخزف تتضمن السيليكا، والذي يعد المكوّن الأساسي للزجاج. تستخدم أكاسيد لعدة فلزات مثل الصوديوم والبوتاسيوم والكالسيوم والتي تعد كمواد دافقة تخفف من نقطة الانصهار أثناء التحضير. كما تستخدم الألومينا، والمستحصلة عادة من الصلصال (الغضار)، والتي تقوم بتقسية الزجاج المنصهر وتحميه من الوقوع على الأطراف. تضاف ملوّنات إلى الخزف المزجج مثل أكسيد الحديد وكربونات النحاس الثنائي (الزنجار) وكربونات الكوبالت الثنائي وأحياناً مواد معتّمة مثل أكسيد القصدير أو ثنائي أكسيد الزركونيوم (الزركونيا).

## التاريخ
ازدهر تزجيج الخزف في القرن الثامن في صدر الدولة الإسلامية حيث كان أحد إنتاجات الفن الإسلامي على شكل الخزف الإسلامي وذلك في عدة أقاليم في مصر والشام والعراق وخراسان.